# Exorista terminalis
Exorista terminalis là một loài ruồi trong họ Tachinidae.